# Hipónico III
Hipónico III fue un comandante militar ateniense del siglo V a. C., hijo de Calias II y padre de Calias III e Hipareta, esta última esposa de Alcibíades.
Su padre fue uno de los negociadores de la llamada paz de Calias y de la paz de los Treinta Años.
Hipónico era un hombre de gran reputación e influencia a causa de su riqueza. Alcibíades le propinó un puñetazo en una ocasión por una apuesta con sus amigos. Esta insolencia indignó a los atenienses y fue criticada. Al alba se presentó Alcibíades en casa de Hipónico, se despojó de su himatión (manto) y le pidió que le azotara con el látigo. Hipónico le perdonó. Comenta Plutarco que si bien Hipónico quiso que Alcibíades se casara con su hija Hipareta, puede que fuera Calias, su hijo, quien la prometió al alcmeónida con una dote de diez talentos.
Junto con Eurimedonte, dirigió las fuerzas atenienses en la exitosa incursión a Tanagra del año 426 a. C. durante la guerra del Peloponeso.
Otro hijo de Hipónico se casó con Teodora, de quien tuvo un hijo, el famoso orador Isócrates.